# Вельган Валентина Михайлівна
Валентина Михайлівна Вельган (нар. 26.10.1969, с. Плебанівка, Вінницька обл.) –  українська громадська діячка, депутатка Вінницької обласної ради VIII скликання, волонтерка та підприємиця. Голова Громадської організації «ШАРГОРОД ОПЕРАТИВНИЙ».

## Освіта
У 1985 році закінчила Плебанівську середню школу у Шаргородському районі Вінницької області.
1985-1988 рр. –  навчалася в Калинівському технологічному технікумі за спеціальністю «Технік-технолог».
У 2020 році – закінчила Вінницький торговельно-економічний інститут Київського національного торговельно-економічного університету (спеціальність «Менеджмент»).

## Трудова діяльність
1990-1992 рр. – працювала товарознавицею Шаргородського райбудкомбінату 
1992-1994 рр. – працювала завідувачкою водорозливного цеху колгоспу ім. Куйбишева.
З 1997 року займається підприємницькою діяльністю. В цей період неодноразово була відзначена за сумлінну працю та вагомий внесок в соціально-економічний розвиток регіону, у тому числі відносно створення робочих місць та впровадження нових напрямків діяльності.

## Громадська діяльність
З 2012 року розпочала активну громадську діяльність та волонтерство. Активно долучилася до Громадської організації «15 громада», координуючи два напрямки: екологічний та освітній. За період її діяльності в ГО «15 громада» було залучено близько двох тисяч волонтерів, очищено 150 криниць, передано до регіональних бібліотек більше сотні комплектів книг українських письменників та багато іншого.
У 2014 році очолила громадську організацію «Всеукраїнське об’єднання учасників бойових дій та волонтерів АТО Вінницької області у Шаргородському районі». З того часу під керівництвом Валентини Вельган було організовано велику кількість заходів для ветеранів району та області, ⁣ започатковано традицію відзначення Міжнародного Дня матері на Вінниччині у формі культурно-мистецького заходу «Дякую за життя», який стартував у місті Шаргород, здійснено понад 50 гуманітарних місій — поїздок в зону проведення АТО/ООС, ⁣ проведено заходи спортивного характеру та семінари, орієнтовані на психологічну реабілітацію і соціальну реадаптацію військовослужбовців та їх родин, фотовиставки й заходи вшанування пам’яті та ін.
У 2017 році Валентина Вельган співорганізувала візит учасників бойових дій та волонтерів до Президента Литви Далі Грибаускайте, якій був переданий прапор від українських захисників, що тоді знаходилися в зоні АТО. Брала участь у міжнародному соціальному проєкті «Книга добра». 

## Нагороди
2015 року – нагороджена Волонтерською відзнакою від громадської ініціативи «Євромайдан SOS».
2016 року – нагороджена Почесною грамотою Верховної Ради України.
2019 року – відзначена державною нагородою «Орден княгині Ольги III ступеня».